# Чивилихин, Анатолий Тимофеевич
Анато́лий Тимофе́евич Чивили́хин (15 [28] марта 1915 или 28 марта 1915, Петроград — 27 июля 1957 или 25 июля 1957) — советский поэт, переводчик и журналист, военный корреспондент, педагог; в последние годы жизни — один из руководителей Союза писателей.

## Биография
Окончив восемь классов в Мологе, где жила семья, поступил в 1930 году в Лосиноостровский индустриально-педагогический техникум, окончил в 1932, до 1934 года преподавал в средних школах сначала в Подмосковье, затем в Ленинграде. В 1934 году поступил в Ленинградский инженерно-экономический институт (окончил 1939). Работал на Кировском заводе.
Публиковался как поэт с 1936 года. В 1939 году вышла первая книга. Участник поэтического объединения «Смена» под руководством Ильи Бражнина. Участник Центральной Поэтической Группы (ЦПГ) под руководством Александра Гитовича.
В августе 1941 добровольно пошёл на курсы переквалификации начсостава Балтийского флота. В ноябре 1941 как командир стрелкового взвода принимал участие в боях на Ленинградском фронте под Волховстроем. С декабря 1941 до конца войны сотрудник дивизионной и армейских газет на Волховском, Ленинградском и других фронтах. Член ВКП(б) (1942).
Его поэма «Битва на Волхове» является художественной летописью борьбы на волховских рубежах (Мясной Бор, Спасская Полисть, Званка) — местах ожесточенных боёв, в которых участвовал майор Анатолий Чивилихин. Переводил с языков народов СССР.
После войны работал консультантом в Ленинградском отделении Союза писателей, член Ленинградского горкома ВКП(б) (1950), депутат Ленсовета (1950). Ответственный секретарь Ленинградского отделения Союза писателей (1951).
Евгений Шварц писал в воспоминаниях:
Чивилихин Анатолий Тимофеевич, один из самых привлекательных людей в нашем Союзе писателей. Честен органически, как бывают люди музыкальны или черноволосы. Худ. Застенчив. Лицо малоподвижно, за что Ольга Берггольц, когда находится в состоянии воинственном, называет его Буратино. Но душа его глубоко уязвима и нежна. Когда выдвинули его неисповедимые судьбы в секретари ССП, мы обрадовались, но в меру. Каждый понимал, что слишком уж он хороший человек для того, чтобы держать в страхе злодеев. Писал стихи он с наслаждением, а работу в союзе вел с ужасом и отвращением. Отчего много пил.
Покончил с собой 27 июля 1957 года.

## Семья
- Отец — Тимофей Георгиевич Чивилихин, садовод-мичуринец. Мать — Мария Николаевна Чивилихина.
- Жена — Софья Богуславская, чтец-декламатор Ленинградского Радиокомитета, составитель посмертных сборников избранных стихотворений мужа.
- Сын — Сергей Анатольевич Чивилихин, физик, кандидат физико-математических наук, доцент кафедры фотоники и оптоинформатики Университета ИТМО, СПб
- Двоюродный брат — Владимир Алексеевич Чивилихин, писатель.